# Éditions musicales de l'art belge
Fondées en 1915 à Bruxelles par Léon Frings, les Éditions musicales de l'art belge furent en activité jusqu’en 1933, date de leur rachat par la maison londonienne Bosworth.
Spécialisées dans l’édition de musique légère et savante, elles sont connues pour les couvertures de leurs partitions, résultant du savoir-faire des plus grands artistes de l'époque : René Magritte, Peter de Greef ou encore Jean Van Caulaert.

## La fondation, autour de Léon Frings (1891-1965)
Originaire de Saint-Josse-ten-Noode, Léon Frings effectue l’essentiel de sa formation musicale auprès de Richard Kips, professeur au Conservatoire royal de Bruxelles et fondateur de l’école de musique d’Etterbeek. Dès le début de son apprentissage, il manifeste des prédispositions pour le piano dont il maîtrise les subtilités. En 1915, Léon Frings fonde les Éditions musicales de l’Art Belge. Comme en témoignent le nom de la maison et sa politique de publication son projet s’inscrit dans une dimension patriotique. Malgré ses activités d’éditeur, Léon Frings n’abandonne pas son intérêt premier pour la composition. Il privilégie les musiques légères dont il assure la publication par l’intermédiaire de son établissement. Qualifiées de « délicates », « gracieuses » ou encore « sincères », les productions de ce dernier témoignent d’une grande précision et d’un certain modernisme Léon Frings décède à Schaerbeek en 1965.

## Répertoire
Si certaines maisons se cantonnaient à la publication de genres musicaux bien spécifiques, à l’instar des Éditions Vergucht spécialisées dans la chanson, la plupart offraient un panel plus diversifié, proposant compositions savantes et musiques légères. C’est au sein de cette seconde catégorie que se plaçaient les éditions de l’Art Belge, qui mettaient à disposition de ses consommateurs tant des sonates et des menuets que des tangos, des ragtimes ou des ballades.
À l’exception de deux cas, les éditions de l’Art Belge publièrent uniquement des œuvres composées par des musiciens d’origine belge. Le catalogue regroupe ainsi les noms de René Barbier, Michel Brusselmans, Auguste De Boeck, Léon Delcroix, Paul Gilson, Sylvain Dupuis, les frères Léon et Joseph Jongen, Fernand Quinet, Victor Vreuls, Paul Magritte, José Mommaert, Charles Scharrès, René Demaret, Sylvain Freund, Ludo et Théo Langlois, Jean Pâques, Willy Stones pour ne citer qu’eux.

## Principes d’édition

### Impression
À l’instar de leurs homologues, les Éditions de l’Art Belge confièrent leurs tâches d’impression et de gravure aux deux principaux établissements implantés dans la capitale, à savoir la Société Anonyme Imprimerie Dogilbert, d’une part, et la firme de Vleeschouwer, d’autre part. La première fut créée dans les années 1880 par Amédée Vanderghinste tandis que la seconde, établie à Evere, fut fondée en 1909 par un certain Jean-Joseph de Vleeschouwer. Toutes deux exploitaient le procédé de la similigravure, d’application dans le milieu depuis le début du XXe siècle.

### Tirages
Outre des tirages simples, à vocation plus commerciale, Léon Frings proposait également des tirages de luxe. Ces derniers, uniquement réservés aux œuvres classiques, étaient réalisés par souscription. Imprimés en grand format, ils étaient numérotés, ou signés selon le cas, par l’auteur. Parmi l’ensemble de ces tirages, on peut citer :
- Au drapeau (ca. 1915) de Charles Scharrès qui fut tiré en 30 exemplaires sur carton d’ivoire anglais. La couverture du tirage numéro 2 fut illustrée par Georges Jamotte ;
- Cinq mélodies orientales (ca. 1925) de Fernand Quinet tiré en 20 exemplaires sur Hollande van Gelder Zonen et en 50 exemplaires sur papiers glacés, non numérotés mais signés par l’auteur ;
- Lettres (s.d) de Gaston Knosp tiré en 50 exemplaires numérotés et signés par l’auteur.

## Illustration des partitions

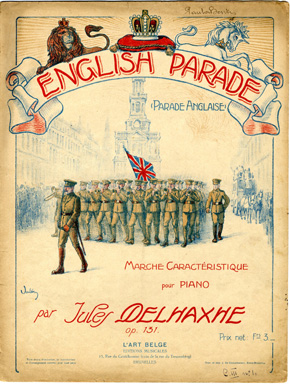
English Parade (Parade anglaise) de Jules Delhaxhe, illustré par Valery.

Afin de rendre leurs partitions plus attrayantes, les éditeurs faisaient appel à des artistes, qu’ils soient dessinateurs, peintres ou encore graveurs, pour l’illustration des couvertures. Grand amateur d'art, Léon Frings peut être considéré comme précurseur en la matière. En effet, il est souvent cité comme étant le premier éditeur musical en Belgique à agrémenter l’ensemble de ses publications d’une représentation imagée.
Les œuvres de musique sérieuse portaient un dessin postsymboliste, réalisé par Valéry Vander Poorten, représentant un jeune citharède grec ce, en plus du cachet de la maison d’édition et d’une reproduction de l’incipit de l’œuvre dans l’écriture manuscrite du compositeur. Quant aux compositions de musique légère, elles étaient généralement illustrées en pleine page. Ces dernières, majoritairement reproduites selon la technique de la gravure sur zinc ou zincographie. S’il confia ces travaux aux grandes personnalités de l’époque telles que Georges Jamotte (Au drapeau de Charles Scharrès) René Magritte, Jean Van Caulaert (Arlequin soupire et La rose bleue de René Demaret, Good Bye Shangaï de Ludo Langlois ou encore Jeudi après-midi de Charles Scharrès) ou encore Peter de Greef (Tes yeux, miroirs d’amour de Sylvain Hamy, Belle Italie de Léon Frings et Ludo Langlois, Une cigarette aux lèvres, Je cherche p’tit home, Joujou de Dancing et les Pompons de Léon Frings), il fit également appel à des illustrateurs de moindre renommée. Citons, parmi bien d’autres, les noms de Léon Baillon (Au Sahara de R. Ferro) et d’Alfred Delaunois (l’Aveugle-né de Léon Dubois).

## Représentants en Belgique et à l’étranger
Principalement diffusées depuis le magasin de l’éditeur, les partitions pouvaient également être distribuées par l’intermédiaire de librairies ou de marchands spécialisés, monnayant des autorisations préalables. Par la présence de cachets ou d’autocollants, on sait notamment que les partitions publiées par l’Art Belge étaient revendues chez J. Wuyts à Bruxelles (Rue Marie-Christine, 81). La maison était également représentée à Paris (éditions Rouart & Lerolle), à La Haye (Appeldoorn) ainsi qu’en Serbie, en Roumanie, en Grèce et en Bulgarie par l’intermédiaire de Georges Degen.

## Adresses
L’entreprise de Léon Frings déménagea à plusieurs reprises :
- Place du Grand Sablon, 12 (1917) ;
- Rue du Gentilhomme, 13 (1920) ;
- Rue de la Régence, 42 (1921) ;
- et enfin Rue de la Croix-de-fer.

## Rachat par Bosworth
Pour des raisons non déterminées, les Éditions musicales de l’Art Belge cessèrent leur activité dans le courant de l’année 1933. Le fonds fut ensuite repris par la maison Bosworth de Londres, qui possédait alors une succursale belge dirigée par Alphonse Brück au numéro 45 de la rue de Ruybroeck. Fondées à Leipzig en 1889 par un certain Arthur Edward Bosworth (1858-1923), les éditions Bosworth, toujours en activité à l’heure actuelle[évasif], sont spécialisées dans la publication de musique d’opérette et de musique légère.

## Essai de catalogue
| Auteurs                                                               | Titre de l'œuvre                | Genre               | Date   | côte de la partition |
| --------------------------------------------------------------------- | ------------------------------- | ------------------- | ------ | -------------------- |
| Léon Delcroix                                                         | Danse lente, Op. 39             |                     | [1915] | A.B. 130             |
| Maurice Schoemaker (musique), Verhaeren (paroles)                     | Le Ciel en nuit s'est déplié... | Chanson             | s.d.   | A.B. 154             |
| Jacques Demarny                                                       | Un beau rêve (pour piano)       |                     | s.d.   | A.B. 196             |
| Léon Delcroix                                                         | Ballade, Op. 13                 |                     | s.d.   | A.B. 207             |
| Paul Gilson                                                           | 3 préludes                      |                     | s.d.   | A.B. 211             |
| René Demaret (musique) ; Charles Tuteleers (paroles)                  | Arlequin soupire                | Chanson             | s.d.   | A.B. 261             |
| R. Ferro                                                              | Au Sahara                       | Two-step pour piano | s.d.   | A.B. 263             |
| Léon Frings (musique) ; Marius Halbair et Fred Dolys (paroles)        | Une cigarette aux lèvres        | Fox-trot            | 1927   | A.B. 558             |
| Léon Frings (musique) ; Paul Max (paroles)                            | Ce n'est rien, chéri !          | Valse lente         | 1929   | A.B. 609             |
| Ludo et Théo Langlois (musique) ; René de Man et Fred Dolys (paroles) | Ca glisse                       | One-step            | 1927   | A.B. 516             |